# وقف (عروض)

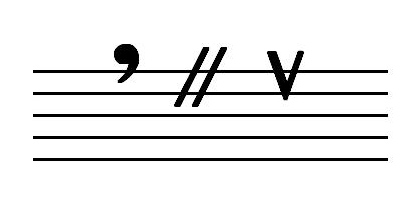
قيصرة، عمل خاص، 2012.

في علم العروض، الوَقْف هو قطع سَير الإيقاع في منتصف بيت الشعر تقريبًا، لتسهيل قراءته وتجميلها. وغالبًا يكون ذلك في الأبيات ذات المقاطع الثمانية على الأقل. وفي الشعر العربي تُؤدّي الوقفة بين شَطرَي البيت الواحد هذا الغرض. أما الوقف في علمي النحو والقراءات العربيين، هو الكفُّ عن مواصلة القراءة بسبب من الأسباب. ويُراد من هذا الوقف في العروض العربي، عِلّةٌ مُؤَدّاها إسكان السابع المتحرك أو هو إسكان الثاني المتحرك من الوَتِد المَفرُوق.
فهو تسكين آخر الوتد المفروق. والموقوف من عروض مشطور البحر السريع والمنسرح هو الجزء الذي هو مفعولان وأصله مفعولات، أسكنت التاء فصار مفعولات، فنقل في التقطيع إلى مفعولين.

## في العربية
الوقف في اللغة، مصدر وقَفَ. ووقف فلان: قام من جلوس، أو سكنَ بعد المشي. ووقف فلانًا عن الشيء: منعه عنه. اصطلاحًا، هو «تسكين متحركِ آخر الوتد المفروق في «مفعولاتُ»، فتصير «مفعولاتْ». وقد يجتمع الحذف والقطع معًا فيُسمَّى ذلك «بالبتر»، في نحو «فاعلاتُنْ»، فتصير «فاعِلْ»، فتنقل إلى «فَعْلَنْ».»

### علم العروض
في علم العروض العربي، الوَقْف هو قطع سَير الإيقاع في منتصف بيت الشعر تقريبًا، لتسهيل قراءته وتجميلها. وغالبًا يكون ذلك في الأبيات ذات المقاطع الثمانية على الأقل. وفي الشعر العربي تُؤدّي الوقفة بين شَطرَي البيت الواحد هذا الغرض. 
والوقف في علمي النحو والقراءات العربيين، هو الكفُّ عن مواصلة القراءة بسبب من الأسباب كتفادي تَجزِئ المعنى الواحد، أو البدء بما يفسد المعنى، أو أن القارئ لا يُسعِفُه التنفس. 
ويُراد من هذا الوقف في العروض العربي، عِلّةٌ مُؤَدّاها إسكان السابع المتحرك أو هو إسكان الثاني المتحرك من الوَتِد المَفرُوق، فمَفعُولاتُ تتحول إلى مَعفولاتْ، فإذا لَحِقَها الطَيُّ أصبحت مَفْعُلاتْلإ وتُنقَل إلى فاعِلان،  ومثاله قول الشاعر:
فالتَّفعيلة الأخيرة فيه «في عراق» وزنها «فاعِلان». 
فهو إسكان الحرف السابع المتحرِّك في التفعيلة. وبه تُصبح «مَفْعولاتُ» إلى «مَفعولاتْ»، وتُنقَل إلى «مفعولانْ»، ويوجد في البحر السريع، والبحر المنسَرِح. 